# Petr Bohačík
Petr Bohačík (* 14. srpna 1985, Opava) je český basketbalista hrající Národní basketbalovou ligu za tým NH Ostrava. Do roku 2012 členem české reprezentace, dvojnásobným účastníkem české All Star Game (v Děčíně 2009 a 2011 v Pardubicích) a také té česko-polské All Star Game v roce 2014. Má na kontě vicemistrovský titul 2021 s Opavou, čtyři bronzové medaile z NBL (3x s Pardubicemi, 1x s BK Olomoucko). Je finalistou Českého poháru s Ostravou i Pardubicemi a mistrem ČR 3x3 pro rok 2016 s ostravskou partou Bo!! ve složení Stehlík, Číž, Novák. Na podzim 2021 se opět vrátil do českého národního týmu.
Je odchovancem basketbalového klubu Gymnázium Hladnov Ostrava, kde zakusil poprvé basketbal v 15 letech. NBL hrál poprvé o čtyři roky později za NH Ostrava, kde dostal příležitost pod trenérem Františkem Rónem jako nejužitečnější hráč juniorské extraligy. Možnost reprezentovat svoji zemi poprvé dostal v roce 2005, kdy byl nominován na evropský šampionát U20 v Moskvě. Hraje na pozici pivota. Kariéru odstartoval s číslem 17, vzhledem ke změně pravidel FIBA se jí musel vzdát a hrát několik sezón s číslem 7, nyní opět s číslem 17.
Basketbal hraje také jeho mladší bratr Jaromír Bohačík, se kterým si doposud zahrál pouze dvakrát ve stejném dresu: v roce 2014 při Česko-polském Utkání hvězd a podruhé v roce 2016 během ostravského turnaje 3x3 Chance Tour. Obojí skončilo vítězstvím. Potřetí se bratři sešli v dresu českého národního týmu v roce 2021.
V sezóně 2011/2012 hrál s týmem BK JIP Pardubice FIBA EuroChallange Cup a to velmi úspěšně až do fáze TOP 16, kde dokázali velmi potrápit turecký velkoklub Besiktas Istanbul na jeho vlastním hřišti. Statistiky zápasu. Ten se nakonec stal i vítězem ročníku.
Kariérním výkonem v NBL pro něj prozatím je výkon v zápase 19.12.2015, kdy za NH Ostrava skóroval 36 bodů a 15 doskoků, validita se zastavila na čísle 52. Jedná se o nejlepší bodový výkon v lize v sezóně 2015/2016. Zároveň je to 19. nejlepší rating na zápas v historii celé ligy.
Momentálně točí 18. profesionální sezónu, pravidelně se vyskytuje na špičce žebříčků doskoků i užitečnosti celé ligy, průměrně dosahuje double-double na zápas (13,9 bodu + 12,5 doskoku).

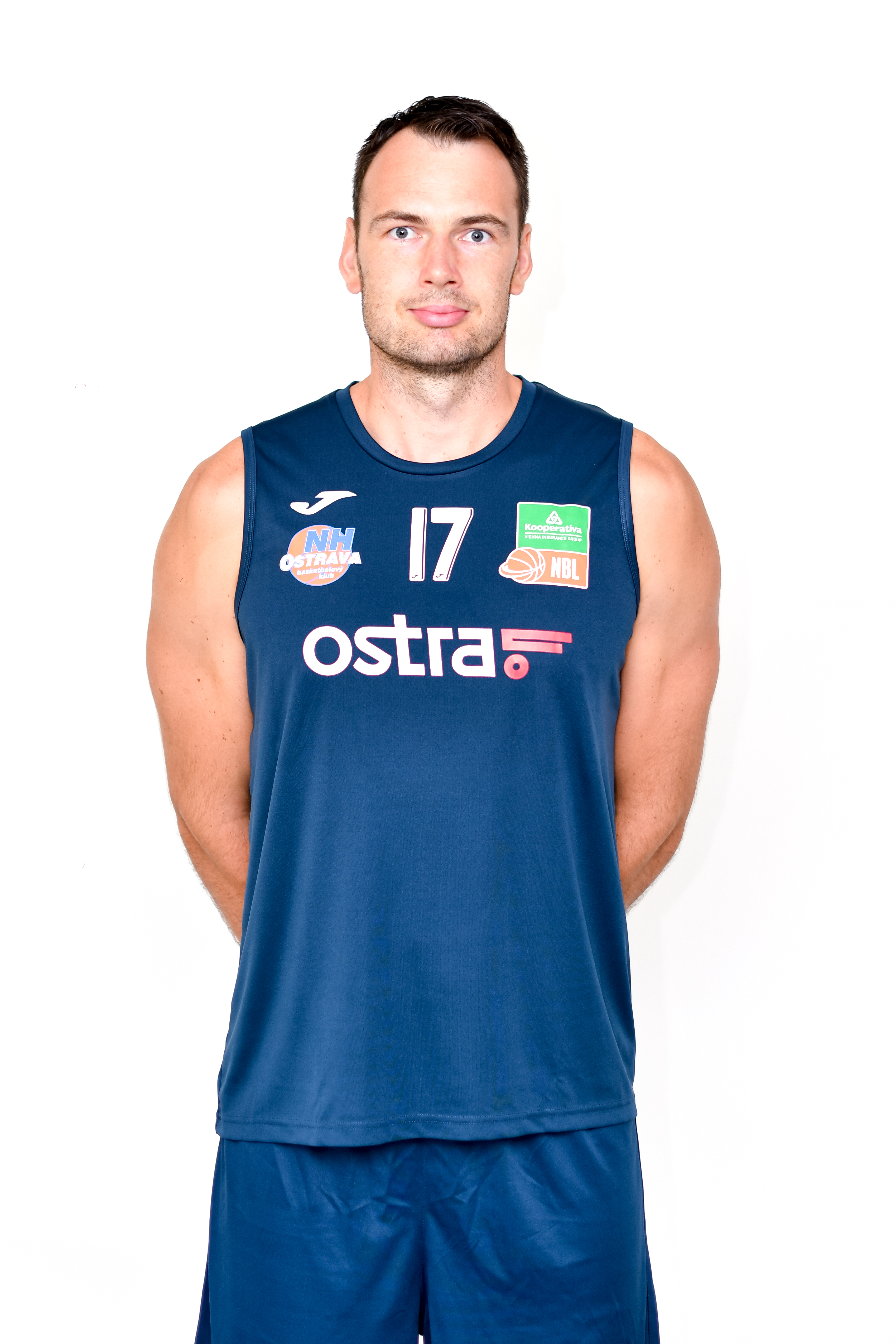
Týmové foto NH Ostrava

Od března 2021 byl hráčem BK Opava, kam přestoupil do konce sezóny 2020/2021. Na úspěšné opavské misi si vysloužil stříbrnou medaili a nominaci do nejlepší české pětky ligy společně s Čížem, Palyzou, Hrubanem a Puršlem. Na několik měsíců tak odložil ostravský dres i kapitánskou pásku, na Tatran se opět vrátil v srpnu 2021, aby pokračoval v nové dvouleté smlouvě až do roku 2023.

## Kariéra
- 2000–2004 : Gymnázium Hladnov Ostrava
- 2003–2006 : VSK VŠB Ostrava (střídavý start v nižší soutěži)
- 2004–2009 : NH Ostrava
- 2009–2015 : BK JIP (Synthesia) Pardubice
- 2015–2019 : NH Ostrava
- 2019 : BK Olomoucko (přestup na play-off)
- 2019–2021 : NH Ostrava
- 2021 : BK Opava (přestup na A1 a play-off)
- 2021–2023 : NH Ostrava

## Statistiky -ligový web
| Sezóna  | Soutěž             | Tým       | Odehrané minuty | Průměr na zápas | Body celkem | Body na zápas | Doskoky na zápas |
| ------- | ------------------ | --------- | --------------- | --------------- | ----------- | ------------- | ---------------- |
| 2004/05 | Mattoni NBL        | OST       | 101.2           | 8.4             | 30          | 2.5           | 1,8              |
| 2005/06 | Mattoni NBL        | OST       | 586.7           | 19.6            | 241         | 8.0           | 3,7              |
| 2006/07 | Mattoni NBL        | OST       | 867.8           | 24.8            | 429         | 12.3          | 5,6              |
| 2007/08 | Mattoni NBL        | OST       | 935.3           | 20.8            | 420         | 9.3           | 3,8              |
| 2008/09 | Mattoni NBL        | OST       | 1105.5          | 27.0            | 424         | 10.3          | 6                |
| 2009/10 | Mattoni NBL        | PCE       | 764.3           | 17.0            | 316         | 7.0           | 4                |
| 2010/11 | Mattoni NBL        | PCE       | 759.6           | 20.0            | 356         | 9.4           | 5                |
| 2011/12 | Mattoni NBL        | PCE       | 1003.5          | 25.7            | 408         | 10.5          | 5,9              |
| 2011/12 | FIBA EuroChallange | PCE       | 263             | 23.9            | 93          | 8.5           |                  |
| 2012/13 | Mattoni NBL        | PCE       | 606.6           | 27.6            | 299         | 13.6          | 6,5              |
| 2013/14 | Mattoni NBL        | PCE       | 1082            | 24,6            | 502         | 11,4          | 6                |
| 2014/15 | Kooperativa NBL    | PCE       | 639             | 21              | 315         | 9,5           | 6                |
| 2015/16 | Kooperativa NBL    | OST       | 1315            | 33,7            | 520         | 13,3          | 8                |
| 2016/17 | Kooperativa NBL    | OST       | 984             | 29,8            | 394         | 11,9          | 5,7              |
| 2017/18 | Kooperativa NBL    | OST       | 1048            | 31,8            | 336         | 10,2          | 7,8              |
| 2018/19 | Kooperativa NBL    | OST + OLO | 1020            | 28,4            | 413         | 11,5          | 9,2              |
| 2019/20 | Kooperativa NBL    | OST       | 726,7           | 29,1            | 269         | 10,8          | 9,9              |
| 2020/21 | Kooperativa NBL    | OST + OPA | 528,7           | 31              | 237         | 13,9          | 12,5             |